# Franz Hönig
Franz Hönig (* 24. Oktober 1867 in Ried im Innkreis; † 28. Oktober 1937 in Linz) war ein Kupferschmied, Unternehmer, Mundartdichter und jahrzehntelang Bürgermeister von Kremsmünster in Oberösterreich.

## Leben
Hönigs Vater war gelernter Pharmazeut, arbeitete aber im Innviertel als Fotograf, als der Erste seines Faches in Ried. Hönigs Mutter, Anna Revitzky († 9. Jänner 1873), war Erzieherin und Gutsbesitzer-Tochter aus dem damaligen Ungarn. In dem berührenden Gedicht Mein Muata schildert Hönig seine letzte Begegnung als Fünfjähriger mit seiner todkranken Mutter im Bürgerspital von Kremsmünster. Im Alter von fünf Jahren wurde Hönig, dessen Vater bereits vor seiner Mutter verstorben war, Vollwaise.
Nach der Ausbildung im Kupferschmiedebetrieb seines Onkels Karl Racher in Kremsmünster begab er sich auf Wanderschaft. Diese führte ihn nach Ried, Windischgarsten und Linz. 1890 übernahm er die Kupferschmiede seines inzwischen verstorbenen Onkels. Am 9. Januar 1900 heiratete er die Steuereinnehmerstochter Maria Harschetzky. Aus der Ehe gingen zwei Kinder hervor, Sohn August Hönig und Tochter Margarethe, die nach Shanghai heiratete.
Nachdem seine erste Frau früh verstorben war, heiratete er die Gastwirtstochter Anna Doblhofer. Das Paar bekam eine Tochter, die später in Wien lebende Lehrerin Anna Kudernak-Hönig. Vier Tage nach Vollendung seines 70. Geburtstags verstarb Franz Hönig im Krankenhaus der Barmherzigen Brüder in Linz.
Von 1909 bis zu seinem Tod im Jahre 1937 war er Bürgermeister von Kremsmünster.

## Auszeichnungen, Ehrungen, Ausstellungen
- Hönigs Porträt, das ihn als Bürgermeister zeigt, wurde 1920 als Motiv für das Notgeld der Kommune ausgewählt: für den 10-Heller-Schein.

- In Kremsmünster ist der Franz Hönig Verein ansässig.[5]

- Am 6. Oktober 2007 wurde im Haus Kultur am Marktplatz von Kremsmünster die Hönig gewidmete Ausstellung Kupferschmied – Büchermeister – Mundartdichter eröffnet. Veranstalter war der Franz Hönig Verein in Zusammenarbeit mit dem Kulturreferat der Marktgemeinde Kremsmünster.[6]

- Zu Wiederkehr des 150. Geburtstages und des 80. Todestages Franz Hönigs gab der Kulturverein Kremsmünster im Jahre 2017 eine Auswahl seiner Gedichte heraus: Franz Hönig: Wia d' Leit sa 1867–1937.[7]

- Sowohl in Kremsmünster als auch in Ried im Innkreis gibt es eine Franz-Hönig-Straße.[8][9]

- Dem Mundartdichter zu Ehren verleiht der Stelzhamerbund und der Franz-Hönig-Kulturverein den Franz-Hönig-Preis im Zwei-Jahres-Rhythmus. Mit ihrem Gedicht Dickschädlat gewann Christine Kaltenböck aus Sierning den Franz-Hönig-Preis 2013.[10]

## Veröffentlichungen
Hönig schrieb und publizierte auf Mundart geschriebene Gedichtbände: Sein Schreibmotto fasste er in einem Gedicht zusammen: I bin koa Wald- und Bleamerldichter, mein Fall san d' Leut und eahni Gsichter mit eahni Vorzüg, eahni Fahler.
- Unsa Landl (1899)
- Da Mostschädl (1902)
- Lost's ma zur (1907)

Posthum wurden bislang aufgelegt:
- Vor'n Feierabend (1938). Dieses Werk wurde kurz nach Hönigs Tod von seinem Wegbegleiter, langjährigen Freund und Besitzer des Bummerlhauses in Steyr, Karl-Mayer Freinberg (1875–1949)[13] herausgegeben. Freinberger, im Jahre 1909 Mitbegründer vom „Bund österreichischer Mundartdichter“ („Stelzhamerbund“), hielt an Hönigs Grab einen Nachruf.[14]
- Unser Landl – unser Leben (1997)
- Sag's außa, wia's is!  (2007, ausgewählte Gedichte, vom Kremsmünsterer Kulturverein „Franz Honig“ unter Brigitta Oberhuber zum 70. Todestag/140. Geburtstag in Neuauflage herausgebracht)

## Sonstiges
In der Boarischen, beziehungsweise Bairischen Wikipedia gibt es einen Artikel zu Franz Hönig, dort genannt Da Hening Fraunz.